# اوبرلاند ام رنشتایگ
اوبرلاند ام رنشتایگ (به آلمانی: Oberland am Rennsteig) یک شهر در آلمان است که در تورینگن واقع شده‌است.
 اوبرلاند ام رنشتایگ  ۲٬۲۰۰ نفر جمعیت دارد.